# Зуєва Тетяна Михайлівна
Тетяна Михайлівна Зуєва (січень 1905, село Ашитково Московської губернії, тепер Московської області, Російська Федерація — 6 червня 1969, місто Москва, тепер Російська Федерація) — радянська державна діячка, заступник голови Ради міністрів Російської РФСР, міністр культури РРФСР. Депутат Верховної ради РРФСР 2—4-го скликань. Депутат Верховної Ради СРСР 3—4-го скликань.

## Життєпис
Член РКП(б) з 1920 року.
З 1930 року — інструктор, завідувач жіночого відділу Бронницького повітового комітету ВКП(б).
Потім — завідувач сектору підготовки кадрів Всесоюзної центральної ради професійних спілок (ВЦРПС).
У 1940—1945 роках — завідувач відділу культурно-просвітницьких установ Управління пропаганди та агітації ЦК ВКП(б).
13 лютого 1945 — 5 травня 1949 року — голова Комітету у справах культурно-освітніх установ при Раді народних комісарів (Раді міністрів) РРФСР.
20 квітня 1949 — 1 квітня 1953 року — заступник голови Ради міністрів РРФСР.
1 квітня 1953 — 24 травня 1958 року — міністр культури РРФСР.
У 1958—1962 роках — заступник голови президії Союзу радянських товариств дружби та культурного зв'язку із зарубіжними країнами.
Потім — персональний пенсіонер. Була заступником голови Центрального правління Товариства радянсько-чехословацької дружби. Одна із керівниць Комітету радянських жінок.
Померла 6 червня 1969 року в Москві після довготривалої і важкої хвороби. Похована на Новодівочому цвинтарі, ділянка 7, ряд 8.

## Нагороди і відзнаки
- орден Леніна
- орден Трудового Червоного Прапора (20.01.1955)
- орден Червоної Зірки
- медалі